# The Matrix Resurrections
The Matrix Resurrections är en amerikansk action-science fiction-film från 2021 i regi av Lana Wachowski, med återkommande skådespelare Keanu Reeves, Carrie-Anne Moss och Jada Pinkett Smith från roller i de tidigare filmerna. Flera nya skådespelare dyker upp i filmserien för första gången: Yahya Abdul-Mateen II, Jessica Henwick, Jonathan Groff, Neil Patrick Harris, Priyanka Chopra Jonas, och Christina Ricci. Filmen är uppföljare till The Matrix Revolutions (2003) och är den fjärde upplagan i Matrix-serien.
Filmen produceras av Village Roadshow Pictures och Venus Castina Productions. Filmen hade världspremiär i San Francisco den 18 december 2021 och fick en global biopremiär den 22 december 2021, den kom också ut på strömningstjänsten HBO Max i USA vid samma datum.

## Handling
Tjugo år efter händelserna i The Matrix Revolutions lever Neo ett hyfsat normalt liv under namnet Thomas A. Anderson i San Francisco där hans psykolog ordinerar honom blåa piller. Varken han eller Trinity känner igen varandra men Morpheus erbjuder honom ett rött piller som åter öppnar hans sinne och kommer ta honom till den riktiga världen, utanför Matrix.

### Fotnoter
1. ↑  ”The Matrix Resurrections”. Box Office Mojo. https://www.boxofficemojo.com/title/tt10838180/. Läst 25 december 2021.
2. ↑  ”SeThe Matrix Resurrections på bio”. 22 december 2021. https://www.filmstaden.se/film/NCG522214/the-matrix-resurrections. Läst 28 oktober 2021.
3. ↑  ”'The Matrix 4': Trailer, Release Date, Cast, Story Details & Everything We Know So Far” (på amerikansk engelska). Collider. 18 juni 2021. https://collider.com/the-matrix-4-cast-release-date-trailer-hbo-max-news/. Läst 28 oktober 2021.